# マチャアキのそんごくうの大冒険
西友ファミリー劇場「マチャアキのそんごくうの大冒険 」（-だいぼうけん）は、1977年に全国で上演された堺正章初主演のファミリーミュージカル。三蔵法師役には当時、堺と同じレコード会社だった日本コロムビアの歌手・堀江美都子が起用された。

## キャスト
孫悟空堺正章
猪八戒宇津海仙
沙悟浄熊谷章
三蔵法師堀江美都子
金閣熊倉一雄

## スタッフ
脚本加藤盟、小山泰雄
演出関矢幸雄
音楽監督小池哲夫
音楽制作プロダクションNOVA
企画・制作NOVAクリエイト
協力西友ストアー

## 劇中歌
作詞森雪之丞
作曲すぎやまこういち
- 心がジャンプ（オープニング&エンディング）
- 人間-サル=3
- どうして　Why?
- 悟空あわれ節
- 心の童話
- なが生きしよう
- 悪口合戦
- 新発売!!天地スイコミ機
- まけおしみ
- 八戒見参

キャスト・スタッフ・劇中歌については国立国会図書館 映像音楽資料室所蔵「コロムビア番号順総目録」レコードCW-7143の記載を再構成。レコードは1977年7月25日発売。